# 兰图姆
兰图姆（德語：Rantum，發音：[ˈʁantʊm] ⓘ）是德国石勒苏益格-荷尔斯泰因州北弗里斯兰县曾经的一个市镇，面积9.39平方千米，人口为人。2009年1月1日，兰图姆与另外2个市镇合并为新市镇叙尔特。